# Processi di Mauthausen
I processi del campo di Mauthausen-Gusen furono una serie di processi al personale del campo di concentramento delle SS dopo la seconda guerra mondiale, ascoltati da un tribunale del governo militare americano a Dachau. Tra il 29 marzo e il 13 maggio 1946, e poi dal 6 agosto al 21 agosto 1947, furono processati un totale di 69 ex membri del campo. Tra di loro c'erano alcune delle ex guardie del complesso del campo di concentramento di Mauthausen-Gusen e August Eigruber, un ex Gauleiter dell'Alta Austria.

## Contesto storico
Nel 1942, dai governi in esilio e dalle organizzazioni ebraiche si diffusero le notizie schiaccianti delle atrocità tedesche e dei massacri su larga scala nei campi di concentramento. Con l'aumento della pressione da parte dell'opinione pubblica e con l'aumentare delle prove schiaccianti, le potenze alleate, ovvero gli Stati Uniti, la Gran Bretagna e l'Unione Sovietica, non avevano altra scelta che intervenire. I ministri degli esteri delle nazioni alleate si incontrarono in Russia, un anno dopo, il leader dell'Unione Sovietica Iosif Stalin, il presidente degli Stati Uniti Franklin D. Roosevelt e il Primo ministro britannico Winston Churchill furono meglio conosciuti come "I Tre Grandi". Le potenze alleate emisero una dichiarazione in cui condannavano le azioni delle persone coinvolte e promettevano di consegnare alla giustizia ogni singolo membro delle SS.  
Coloro che avevano commesso crimini di guerra sono stati suddivisi in due diverse categorie di crimini:
- chi non aveva commesso crimini in una posizione geografica particolare e sarebbe stato punito dagli Alleati;
- chi aveva commesso crimini in un luogo specifico e sarebbe stato processato nei tribunali all'interno della loro giurisdizione.

Il coinvolgimento degli Stati Uniti nei processi ha portato non poche difficoltà, sia per la mancanza di conoscenze di politica internazionale che di essere sotto-organico. Gli inviati per indagare sui crimini di guerra mancavano di una formazione adeguata per fornire rapporti con informazioni sub-par. Gli U.S.A. hanno incontrato innumerevoli ostacoli: nel 1945 si impegnarono in due distinti programmi di processo per crimini di guerra, uno sotto la giurisdizione militare americana e uno in collaborazione con le potenze alleate.

## Primo processo al campo di Mauthausen
Il primo processo del personale di Mauthausen-Gusen, ha avuto luogo nel campo di concentramento di Dachau tra il 29 marzo e il 13 maggio 1946. Tra gli accusati c'erano 60 ex membri dell'amministrazione del campo e August Eigruber, un ex Gauleiter dell'Alta Austria. Tra gli imputati c'erano anche Viktor Zoller (ex comandante del battaglione di guardia SS-Totenkopf ), e i medici Friedrich Entress (membro delle SS e medico che praticava esperimenti su centinaia di detenuti uccidendone la maggior parte con iniezioni di fenolo), Eduard Krebsbach ed Erich Wasickyha per aver consegnato lo Zyklon B alla persona che era responsabile della gestione delle camere a gas del campo e cioè il dottor Eduard Krebsbach, sulla base della confessione sul letto di morte del comandante Ziereis. Il comandante di Mauthausen-Gusen, Franz Ziereis, fu ferito durante un tentativo di fuga diverse settimane dopo la liberazione dei campi di Mauthausen-Gusen e morì nell'ex campo di Gusen I il 24 maggio 1945.
Gli imputati sono stati accusati di "violazioni delle leggi e degli usi della guerra", un'accusa che comprendeva tra le altre cose l'omicidio, la tortura, il pestaggio e la fame dei detenuti. Dopo sei settimane, tutti i 61 imputati sono stati giudicati colpevoli. 58 sono stati condannati a morte per impiccagione (di questi ultimi, nove sono stati successivamente rilasciati sulla parola e le loro sentenze sono state cambiate in ergastolo), mentre tre sono stati condannati all'ergastolo. Tutte le condanne a morte furono eseguite il 27 maggio e il 28 maggio 1947  nella prigione di Landsberg.

### Imputati
Gli imputati del primo processo nel campo di Mauthausen (US v. Hans Altfuldisch, et al.), e le loro sentenze, sono le seguenti:
Condanna a morte per impiccagione
1. August Eigruber
2. Viktor Zoller
3. Friedrich Entress
4. Hans Altfuldisch
5. Josef Riegler
6. Willy Brünning (Gusen)
7. Emil Müller
8. Kurt Keilwtz
9. Franz Kautny
10. Johannes Grimm (DEST-Wienergraben)
11. Adolf Zutter
12. Eduard Krebsbach
13. Heinrich Häger
14. Hans Spatzenneger
15. Otto Striegel
16. Werner Grahn
17. Willy Jobst
18. Georg Gössl
19. Hans Diehl
20. Waldemar Wolter
21. Gustav Kreindl
22. Willy Eckert
23. Hermann Pribyll
24. Josef Leeb
25. Wilhelm Henkel
26. kapo Willy Frey
27. Leopold Trauner (DEST-Gusen)
28. Wilhelm Müller
29. Heinrich Eisenhöfer
30. Andreas Trumm
31. Rudolf Mynzak
32. Erich Meissner
33. kapo Rudolf Fiegl (Gusen)
34. Josef Niedermayer
35. Julius Ludolf
36. Hans Hegenscheidt
37. Franz Huber
38. Erich Wasicky
39. Theophil Priebel
40. Kaspar Klimowitsch (Gusen II)
41. Heinrich Fitschok (Gusen II)
42. Anton Kaufmann (DEST-Gusen)
43. Stefan Barczey
44. Karl Struller
45. August Blei
46. Otto Drabeck
47. Vincenz Nohel
48. Thomas Sigmund (Gusen)

Condanna a morte per impiccagione commutata in ergastolo
1. Heinrich Giese (Gusen)
2. Walter Höhler
3. Adolf Rutka (Gusen)
4. Ludwig Dörr (Gusen II)
5. Viktor Korger (Gusen II)
6. Karl Billman (Gusen II)
7. Herbert Grzybowski (Gusen)
8. Wilhelm Mack (Gusen)
9. Ferdinand Lappert (Gusen)

Condanna all'ergastolo
1. Michael Cserny
2. Paul Gützlaff (Gusen)
3. Josef Mayer

## Secondo processo al campo di Mauthausen
Il secondo processo del campo di Mauthausen iniziò il 6 agosto 1947. Complessivamente, furono accusati 8 ex membri dell'amministrazione del campo per la stessa serie di crimini del precedente processo. Il 21 agosto il verdetto è stato raggiunto: quattro nazisti furono condannati a morte per impiccagione, uno all'ergastolo, due a condanne di breve durata e uno fu assolto da tutte le accuse. Le condanne a morte furono eseguite il 10 agosto 1948.

### Imputati
Gli imputati del secondo processo nel campo di Mauthausen (US v. Franz Kofler, et al. ), e le loro sentenze, sono le seguenti:
1. Franz Kofler – morte per impiccagione
2. Gustav Petrat – morte per impiccagione
3. Michael Heller – morte per impiccagione
4. kapo Quirin Flaucher – morte per impiccagione
5. Emil Thielmann – ergastolo
6. Hermann Franz Bütgen – 3 anni di carcere
7. Arno Albert Reuter – 2 anni di carcere
8. Stefan Lennart – assolto

## Altri processi successivi
Altri 56 processi ebbero luogo tra marzo e novembre 1947, nell'ambito dei casi di Mauthausen contro individui singoli o contro piccoli gruppi.